# Radium Girls (bande dessinée)
Radium Girls est une bande dessinée historique écrite, dessinée et mise en couleur par Cy sur les Radium Girls, ouvrières américaines employées dans l'industrie horlogère des années 1920 et empoisonnées à leur insu par la peinture au radium, ce qui les incite à poursuivre en justice leur employeur. L'album de 136 pages paraît en août 2020 chez Glénat dans la collection « Karma ». Il s'agit d'une œuvre engagée par ses dimensions féministe et sociales.

## Approche historiographique
Dans les années 1920 aux États-Unis, « le Charleston battait son plein », les femmes américaines accèdent au droit de vote, la prohibition suscite l'ouverture de bars clandestins (speakeasies).
En 1896, Henri Becquerel dans ses travaux sur la phosphorescence de certains matériaux découvre la radioactivité. Marie Curie et son mari Pierre découvrent le radium en 1898. L'industrie s'empare de cet élément en lui prêtant diverses vertus thérapeutiques et l'adjoint dans des produits courants. Les effets dangereux de la radioactivité sont encore peu connus du grand public. Aux États-Unis, la peinture au radium est appelée Undark ; elle est inventée par le Dr von Sochocky, dirigeant de l'United States Radium Corporation. L'industrie horlogère embauche des ouvrières pour peindre au radium les aiguilles et les cadrans des montres mais ne fournit pas de protection aux employées contre les effets de la mixture ; en revanche, les cadres se protègent avec soin pour manipuler le produit. Les ouvrières de l'United States Radium Corporation dans le New Jersey, qui appliquent l'Undark, sont empoisonnées à leur insu et elles souffrent au fil du temps de graves problèmes de santé, en particulier aux dents, aux mâchoires (en) et aux os. En 1922, Amelia Maggia décède et d'autres employées constatent peu à peu une épidémie de maladies. En 1924, un dentiste lance l'alerte. Plusieurs enquêtes sont diligentées par le Service de santé publique des États-Unis  tandis que des ouvrières, à partir de 1925, se réunissent pour assigner en justice leur employeur et obtenir réparation. En 1927, Quinta McDonald, Albina Larice, Grace Fryer, Edna Hussman et Katherine Schaub portent plainte contre l'United States Radium Corporation, représentée par son directeur Arthur Roeder. L'affaire est largement médiatisée. Le procès débute en janvier 1928 puis il est ajourné jusqu'en septembre 1928, alors que certaines plaignantes déclinent rapidement. Les victimes acceptent un règlement amiable en juin 1928.
En 2018 paraît un film documentaire sur les Radium Girls, dirigé par Lydia Dean Pilcher (en) et Ginny Mohler.

## Résumé
La narration commence à Orange, dans le New Jersey, en 1918. Edna se rend au travail à l'United States Radium Corporation, où les ouvrières enduisent de peinture phosphorescente (Undark) les cadrans et aiguilles des montres : elles doivent en livrer 250 par jour. Pour économiser l'Undark, les ouvrières utilisent la technique lip, dip, paint, consistant à affiner le pinceau avec leurs lèvres, le tremper dans la solution, peindre le cadran et répéter l'opération. Une grande amitié soude les employées, qui se montrent d'abord pleines d'insouciance et de légèreté,. Au fil du temps, les ouvrières elles-mêmes brillent dans l'obscurité à cause de la peinture qui imprègne leurs mains et leur visage : elles deviennent des Ghost girls, ce qui provoque des effets parfois comiques dans leur quotidien. Certaines, par jeu, se peignent à l'Undark les ongles ou les dents. Seul l'inventeur de la peinture et chef de l'entreprise à Orange, le Dr von Sochocky, s'inquiète des effets toxiques de la peinture qu'elles avalent. Mollie meurt en 1922 et son décès est attribué à la syphilis. Les autres à leur tour subissent de graves problèmes de santé : problèmes dentaires, anémie, fractures, tumeurs. Elles consultent le Dr Harrison Martland (en), qui leur annonce qu'il n'existe aucun remède. Convaincues que leur employeur connaissait les dangers, les victimes entreprennent de le poursuivre en justice ; la société fait cyniquement traîner les procédures en sachant qu'elles se meurent. Les ouvrières, démunies, abandonnent le procès et acceptent un arrangement amiable pour recevoir des indemnisations.

## Personnages

### Personnages principaux
La narration se concentre sur « six femmes qui travaillaient dans les années 1920 à l’US Radium Corporation » :
- Edna Bolz Hussman (1901[12] -1939)[4] ;
- Albina Maggia Larice (1895-1946)[4] ;
- Amelia (Mollie) Maggia (1896-1922)[4] ;
- Quinta (May) Maggia (1900-1929)[4] ;
- Grace Fryer (1899-1933), « la plus célèbre des Radium Girls »[3] ; Cy en fait la porte-parole de la cause des femmes[5].
- Katherine Schaub (1902-1933)[4].

Ce sont des femmes qui rêvent d'émancipation à travers leur emploi et qui souhaitent s'amuser.

### Personnages secondaires
- Dr Sabin Arnold von Sochocky (1883 - 1928), créateur de la peinture Undark et chef de l'entreprise à Orange[5]. Il meurt à cause des effets du radium[5] ;
- Dr Harrison Martland (en) (1883-1954), un pathologiste et expert médical auprès des tribunaux, qui s'intéresse aux ouvrières à partir de 1923 et détecte les effets mortels de la peinture au radium[4].

## Genèse de l'œuvre
Cy, nom de plume de Cyrielle Evrard, est une graphiste qui a publié auparavant Le Vrai Sexe de la vraie vie en deux volumes chez Lapin Éditions (2016-2018). Après avoir croisé un court article sur les Radium Girls, elle se documente à leur sujet. Les victimes ont provoqué un changement dans les lois mais l'artiste a trouvé peu d'informations centrées sur elles : « encore des femmes effacées de l’Histoire ». Sur la suggestion de Guy Delisle, l'autrice se documente dans l'objectif d'écrire une bande dessinée, s'appuyant notamment sur l'ouvrage Kate Moore : The Radium Girls : the dark story of America’s shining women (éd. Sourcebooks, 2017). Pour les besoins de la narration, elle fait de ces ouvrières un groupe de collègues et d'amies. L'autrice déclare avoir voulu brosser le portrait des ouvrières, au-delà de leur statut de victimes. Le travail sur cet album a pris un an et demi.

## Choix artistiques
Cy opte pour le crayon, avec une palette de couleurs réduite : « un panel qui va du rose au bleu, avec du violet : c’est ce qui se rapproche le plus du radium ». Cy utilise un camaïeu avec huit crayons différents, le neuvième étant le vert du radium. Elle emploie « une mise en page simple en gaufrier, entrecoupée de pleines pages inspirées ». La couverture du livre est phosphorescente. Le radium est « la star funeste de cette histoire ».
L'autrice choisit de ne pas s'étendre sur le procès. À la fin du livre se trouvent quelques pages d'interview dans lesquelles l'autrice déclare son souhait que les victimes ne soient pas de nouveau oubliées.

## Analyse
Il s'agit d'un récit militant, ouvertement féministe et qui raconte « l'histoire d'un scandale, d'une injustice navrante ». La narration montre plusieurs luttes, « notamment des luttes féministes et sociales ». 
Cy prend le parti de présenter la narration sous l'angle d'une histoire d'amitié entre femmes, ce qui les rend fortes devant l'adversité. L'autrice adopte le point de vue des ouvrières dans leur quotidien : elles aiment s'amuser, aller au cinéma, au bal et à la plage, elles se fâchent à l'occasion. Elles se montrent libres de s'amuser, de disposer de leurs corps. L'autrice a souhaité que « le lecteur ou la lectrice soit la septième fille de ce groupe », choix narratif susceptible de favoriser l'empathie. Le récit fait allusion à leurs conditions de travail, au droit de vote pour les femmes, à la violence conjugale et à la taille réglementaire des maillots de bain,.
Le magazine Cases d'Histoire, spécialisé dans la bande dessinée historique, relève de légers anachronismes concernant les produits courants au radium. L'album présente une dimension clairement engagée, à la fois féministe et sociale. Dans une logique de progrès et de profits, les ouvrières sont sacrifiées,. D'autres auteurs observent cet angle militant : il s'agit d'un « combat de femmes contre un pouvoir d’hommes ». Actua BD estime que l'album critique également le « capitalisme débridé, la lâcheté aussi, le silence de l’argent ».
L'affaire des Radium Girls du New Jersey a été largement médiatisée à l'époque. Plus tard, Catherine Donohue, irradiée dans l'Illinois à la Radium Dial Company (en) (fondée en 1917, dissoute en 1978) a remporté le procès contre son employeur et les plaintes des victimes ont contribué à la progression des droits des ouvriers aux États-Unis et la constitution de l'Occupational Safety and Health Administration. Le combat des Radium Girls a favorisé la législation sur la responsabilité de l'employeur concernant la santé de ses employés. À plus long terme, Cy établit une correspondance entre les Radium Girls et d'autres scandales, comme l'affaire de l'amiante en France.

## Accueil critique
L'œuvre est accueillie favorablement, tant dans les médias généralistes que dans les médias bédéphiles. L'ouvrage a connu plusieurs réimpressions.
La RTBF voit dans cet ouvrage militant le récit de la lutte des ouvrières mais, plus globalement, le combat « des faibles, des laissés pour compte, des trahis », d'une portée universelle. Pour Télérama, l'ouvrage est un « album aux allures de fable moderne » dont les principes de précaution méritent d'être toujours appliqués ainsi qu'un « un bel hommage à ces Radium Girls ». Le Monde des livres estime réussi l'emploi du « dégradé tendre de crayons de couleurs » ; L'Obs considère que la solidarité des ouvrières est brillamment mise en scène. D'autres médias se montrent favorables, comme L'Usine nouvelle, Europe 1, France Inter, BFM TV.
Pour BoDoï, Cy emploie un « trait simple et expressif » et « honore avec éclat la mémoire de ces pionnières sacrifiées sur l’autel de la modernité ». BD Gest' estime que la narration mène habilement le lecteur de l'insouciance des jeunes femmes à leur fin tragique, sans perdre leur dignité. Actua BD émet une chronique positive sur le scénario, le découpage et le traitement au crayon. Sur Comixtrip, l'ouvrage est décrit comme « fort et bouleversant ». D'autres médias bédéphiles réservent un accueil favorable à Radium Girls,,.
Dans le sillage de l'album, les travaux de Cy sont exposés à la Galerie Achetez de l’Art de Paris et au Lyon BD festival.
L'album remporte le Prix BD Lecteurs.com en 2021.